# Testamento (religión)
Testamento es una palabra de origen latín, Testamentum, que significa Alianza: según la visión cristiana el Antiguo Testamento representaría la antigua alianza entre Yahveh (Dios protector de los judíos) y los judíos, mientras que el Nuevo Testamento representaría una nueva alianza establecida por Jesús de Nazaret y sus seguidores. En la religión cristiana se ha usado el término para describir todos los libros de la Biblia, dividiéndolos en Antiguo Testamento, los que se corresponden con el Tanaj, y Nuevo Testamento, que recoge el cristianismo.

## Antiguo Testamento
- La mayoría de los textos del Antiguo Testamento, escritos entre 1600 a. C. y 590 a. C., fueron escritos en hebreo y traducidos al griego en Alejandría por un grupo de judíos, la llamada versión Septuaginta.
- Hay algunas diferencias en el ordenamiento de los libros y en la inclusión o no de algunos de ellos entre la versión judía y la Vulgata (versión católica en latín derivada de la Septuaginta) y las versiones de algunas otras confesiones cristianas. Comprende 39 libros, divididos históricamente en:
- Pentateuco, formado por cinco libros,
- Libros históricos, conjunto de doce libros,
- Libros proféticos, en total 50 libros: 5 de los profetas mayores y 12 de los menores;
- Libros sapienciales, cinco libros.

## Nuevo Testamento
El Nuevo Testamento es la parte de la Biblia compuesta por un conjunto canónico (autorizado) de libros escritos después del nacimiento de Jesús de Nazaret. Se le designa así desde la época de Tertuliano. Hay diversos libros que no son admitidos, y que reciben el apelativo de apócrifos. Comprende 27 libros canónicos, elegidos entre más de un centenar de evangelios, epístolas y casi mil cartas:
- Evangelios: 4 canónicos,
- Hechos de los apóstoles: un único libro,
- Epístolas:
  - de San Pablo: catorce,
  - de Santiago: una,
  - de San Pedro: dos,
  - de San Juan: tres,
  - de San Judas: una,
- Apocalipsis.

### Citas
1. ↑  Báez-Camargo, Gonzalo: ¿Cómo se formó el Nuevo Testamento?